# A Celebration in Song
A Celebration in Song — двадцать третий студийный австралийской певицы Оливии Ньютон-Джон, выпущенный 3 мая 2008 года на лейбле Warner Music в Австралии и 15 июля 2008 года на лейбле EMI во всём остальном мире. Этот диск был записан для того, чтобы помочь собрать средства для Онкологического оздоровительного центра Оливии Ньютон-Джон в Мельбурне, Австралия. Продюсером выступила Эми Скай.
Песни «Never Far Away» и «Sunburned Country» были взяты с альбома Ньютон-Джон (2) 2002 года. Песня «Beautiful Thing» была взята из альбома Белинды Эмметт So I Am и включён в альбом в память о певице, которая умерла от рака молочной железы в ноябре 2006 года.
25 января 2011 года альбом был переиздан лейблом Spring Hill с новой обложкой.

## Список композиций
| №   | Название                                             | Автор(ы)                            | Длительность |
| --- | ---------------------------------------------------- | ----------------------------------- | ------------ |
| 1.  | «Right Here with You» (совместно с Дельтой Гудрем)   | Оливия Ньютон-Джон, Дельта Гудрем   | 4:02         |
| 2.  | «Find a Little Faith» (совместно с Клиффом Ричардом) | Эми Скай                            | 4:13         |
| 3.  | «Courageous» (совместно с Мелиндой Шнайдер)          | Оливия Ньютон-Джон, Мелинда Шнайдер | 3:37         |
| 4.  | «The Heart Knows» (совместно с Барри Гиббом)         | Барри Гибб, Эшли Гибб, Стивен Гибб  | 3:31         |
| 5.  | «Everything Love Is» (совместно с Джимми Барнсом)    | Эми Скай, Эдди Шварц                | 3:58         |
| 6.  | «Isn’t It Amazing» (совместно с Хо Сунем)            | Оливия Ньютон-Джон, Хо Сунь         | 4:08         |
| 7.  | «Never Far Away» (совместно с Ричард Маркс)          | Ричард Маркс, Джейми Клюер          | 4:47         |
| 8.  | «Sunburned Country» (совместно с Китом Урбаном)      | Оливия Ньютон-Джон, Кит Урбан       | 5:39         |
| 9.  | «Reckless» (совместно с Джоном Фарраром)             | Джон Фаррар                         | 3:20         |
| 10. | «Angel in the Wings» (совместно с Янн Арден)         | Эми Скай                            | 3:21         |
| 11. | «The Water is Wide» (совместно с Эми Скай и RyanDan) | народная                            | 3:26         |
| 12. | «Beautiful Thing» (исполнена Белиндой Эмметт)        | Белинда Эмметт, Фил Баки            | 3:57         |